# Victor Benito Galeone
Victor Benito Galeone (* 13. September 1935 in Philadelphia, Pennsylvania; † 29. Mai 2023 in Catonsville, Maryland) war ein US-amerikanischer Geistlicher und römisch-katholischer Bischof von Saint Augustine.

## Leben
Victor Benito Galeone empfing am 18. Dezember 1960 die Priesterweihe für das Erzbistum Baltimore.
Papst Johannes Paul II. ernannte ihn am 26. Juni 2001 zum Bischof von Saint Augustine. Die Bischofsweihe spendete ihm der Erzbischof von Miami, John Clement Favalora, am 21. August desselben Jahres; Mitkonsekratoren waren William Francis Malooly, Bischof von Wilmington, und John Joseph Snyder, emeritierter Bischof von Saint Augustine.
Am 27. April 2011 nahm Papst Benedikt XVI. seinen altersbedingten Rücktritt an.